# Eiras, São Julião de Montenegro e Cela
Eiras, São Julião de Montenegro e Cela (oficialmente: União das freguesias de Eiras, São Julião de Montenegro e Cela) é uma freguesia portuguesa do município de Chaves, com 22,79 km² de área e 850 habitantes (censo de 2021). A sua densidade populacional é 37,3 hab./km².

## História
Foi constituída em 2013, no âmbito de uma reforma administrativa nacional, pela agregação das antigas freguesias de Eiras, São Julião de Montenegro e Cela e tem a sede em Alto da Micha.

## Demografia
A população registada nos censos foi:
| Distribuição da População por Grupos Etários | Distribuição da População por Grupos Etários | Distribuição da População por Grupos Etários | Distribuição da População por Grupos Etários | Distribuição da População por Grupos Etários | Distribuição da População por Grupos Etários |
| -------------------------------------------- | -------------------------------------------- | -------------------------------------------- | -------------------------------------------- | -------------------------------------------- | -------------------------------------------- |
| Antes da agregação                           |                                              |                                              |                                              |                                              |                                              |
| Ano                                          | 0-14 anos                                    | 15-24 anos                                   | 25-64 anos                                   | >= 65 anos                                   | Total                                        |
| 2001                                         | 138                                          | 148                                          | 555                                          | 240                                          | 1081                                         |
| 2011                                         | 90                                           | 101                                          | 491                                          | 288                                          | 970                                          |
| Após a agregação                             |                                              |                                              |                                              |                                              |                                              |
| Ano                                          | 0-14 anos                                    | 15-24 anos                                   | 25-64 anos                                   | >= 65 anos                                   | Total                                        |
| 2021                                         | 56                                           | 78                                           | 390                                          | 326                                          | 850                                          |